# Gyllene Tider (album)
Gyllene Tider è il primo album in studio del gruppo pop rock svedese Gyllene Tider, pubblicato nel 1980.

## Descrizione
Gyllene Tider è stato registrato agli EMI Studios di Stoccolma, tra agosto e settembre 1979 ed è l'album di debutto del gruppo formato da Per Gessle, parte del duo pop svedese Roxette, dal 1986.
Dall'album Gyllene Tider sono stati estratti due singoli Himmel No. 7, uscito nel dicembre 1979, e Ska Vi Älska, Så Ska Vi Älska Till Buddy Holly, pubblicato l'anno seguente, qualche mese più tardi, nel maggio del 1980.

## Tracce

### Edizione originale
LP (Parlophone 7C 062-35709)
MC (Parlophone 7C 262-35709)
Lato A
1. Skicka Ett Vykort, Älskling – 2:30
2. Himmel No. 7 – 5:07
3. Revolver Upp – 2:28
4. Flickorna På TV2 – 3:50
5. (Dansar Inte Lika Bra Som) Sjömän – 2:32
6. Sista Gången Jag Såg Annie – 5:03

Lato B
1. Billy – 5:20
2. Fån Telefån – 3:24
3. När Ni Faller Faller Ni Hårt – 4:12
4. Ska Vi Älska Så Ska Vi Älska Till Buddy Holly – 3:44
5. Guld – 3:25

### Edizione CD
CD (Parlophone 7942192)
1. Skicka Ett Vykort Älskling – 2:31
2. Himmel No. 7 – 5:10
3. Revolver Upp – 2:32
4. Flickorna På TV2 – 3:56
5. (Dansar Inte Lika Bra Som) Sjömän – 2:35
6. Sista Gången Jag Såg Annie – 5:17
7. Billy – 5:24
8. Fån Telefon – 3:27
9. När Ni Faller Faller Ni Hårt – 4:15
10. Ska Vi Älska, Så Ska Vi Älska Till Buddy Holly – 3:51
11. Guld – 3:27
12. 24 December – 4:34
13. Åh Ziggy Stardust (Var Blev Du Av?) – 3:24
14. Marie I Växeln – 3:44